# Monte Krebs
Il Monte Krebs (in lingua inglese: Mount Krebs) è un prominente picco roccioso antartico, alto 1630 m, che sormonta la parte centrale della dorsale principale del Lillie Range, 7 km a nord del Monte Daniel alle pendici delle Prince Olav Mountains, catena montuosa che fa parte dei Monti della Regina Maud, in Antartide.

## Storia
Fu scoperto e fotografato dalla spedizione che attraversava la Barriera di Ross nel 1957-58, guidata dal glaciologo Albert P. Crary (1911-1987). 
La denominazione è stata assegnata dallo stesso Crary in onore del comandante Manson Krebs (1922-1963), della U.S. Navy, pilota di aerei e elicotteri della squadriglia VX-6 durante l'Operazione Deep Freeze.